# Келіф – Мубарек
Келіф — Мубарек — трубопровід, прокладений в радянські часи для транспортування газу з Афганістану до газопереробного заводу, розміщеного на родовищі Мубарек у Кашкадар'їнській області Узбекистану.
В 1967 році спорудили газопровід для експорту блакитного палива з афганського родовища Ходжи-Гугердак в провінції Джаузджан до СРСР. Газ надходив до туркменського міста Келіф на правому березі Амудар'ї, після чого одним з маршрутів його подальшого транспортування був північний, до ГПЗ Мубарек (останній в свою чергу мав зв'язок з потужною газотранспортною системою Узбекистану, зокрема, від нього вела одна з ниток трубопроводу БГР — ТБА).
Після припинення поставок афганського блакитного палива в 1990 році в газопроводі Келіф — Мубарек організували зворотній рух. Тепер він використовувався для подачі ресурсу у трубопровід Келіф – Душанбе, який зокрема забезпечував газом Сурхандар'їнську та крайній південь Кашкадар'їнської областей Узбекистану. При цьому після надбання центральноазійськими державами незалежності право власності на обидва згадані трубопроводи залишалось в узбецької сторони.
У 2002 році Туркменістан висунув вимогу передати йому 142-кілометрову ділянку, що проходила туркменською територією. В 2003-му це було здійснено згідно міждержавної угоди, проте тоді ж узбецька сторона задля уникнення можливих нових суперечок з транзитною країною спорудила газопровід Шуртан – Шерабад, який перебрав на себе постачання крайнього півдня Узбекистану.